# Lantlôs (album)
Lantlôs er debutalbummet fra black metal/post-rock-bandet af samme navn. Det blev udgivet i september 2008.

## Spor
1. "þinaz Andawlitjam" – 9:04
2. "Mittsommerregen" – 8:09
3. "Ruinen" – 8:34
4. "Kalte Tage"  6:59
5. "Ëin" – 6:59